# Alina Tumilovič
Alina Arturaŭna Tumilovič (in bielorusso Аліна Артураўна Туміловіч?; traslitterazione anglosassone Alina Arturovna Tumilovich; Minsk, 21 aprile 1990) è una ginnasta bielorussa.

## Biografia
Ha partecipato a due edizioni dei Giochi olimpici: a Pechino 2008 ed a Londra 2012, conquistando rispettivamente la medaglia di bronzo e quella d'argento con le proprie compagne della nazionale bielorussa nel concorso a squadre.
Ai campionati mondiali ha conquistato una medaglia di bronzo nel concorso a squadre a Patrasso 2007, nonché una d'argento ed una di bronzo, sempre nelle gare a squadre, a Mosca 2010.
Ai campionati europei ha conquistato una medaglia d'oro, tre d'argento e due di bronzo, sempre nelle gare a squadre, in due edizioni delle rassegne continentali: a Brema 2010 ed a Nižnij Novgorod 2012.

## Palmarès

### Olimpiadi
- 2 medaglie:
  - 1 argento (concorso a squadre a Londra 2012).
  - 1 bronzo (concorso a squadre a Pechino 2008).

### Mondiali
- 3 medaglie:
  - 1 argento (concorso a squadre a Mosca 2010).
  - 2 bronzi (concorso a squadre a Patrasso 2007[senza fonte]; 3+2 attrezzi a squadre a Mosca 2010).

### Europei
- 6 medaglie:
  - 1 oro (3+2 attrezzi a squadre a Nižnij Novgorod 2012).
  - 3 argenti (5 attrezzi a squadre a Brema 2010; concorso a squadre, 5 attrezzi a squadre a Nižnij Novgorod 2012).
  - 2 bronzi (concorso a squadre, 3+2 attrezzi a squadre a Brema 2010).